# Vandenboschia borbonica
Vandenboschia borbonica là một loài thực vật có mạch trong họ Hymenophyllaceae. Loài này được (Bosch) G. Kunkel miêu tả khoa học đầu tiên năm 1963.